# 田邊剛
田邊剛（たなべ ごう，1975年—）是一位日本漫畫家，出生於東京。
自2024年起，他開始在月刊《Comic Beam》（KADOKAWA）上連載《洛夫克拉夫特的幽靈》。

## 經歷
2001年，他以《砂吉》榮獲Afternoon評審團特別獎；2002年，他以改編自馬克西姆·高爾基小說的《二十六個男人和一個女孩》榮獲第四屆Enterbrain娛樂獎榮譽提名。
自2004年創作《局外人》以來，他一直在改編H·P·洛夫克拉夫特的作品。該系列名為《洛夫克拉夫特傑作》，在角川漫畫雜誌月刊《Comic Beam》上連載。
2018年，他的作品《瘋狂山脈：洛夫克拉夫特傑作》入圍第22屆手塚治虫文化獎漫畫獎決賽。同年，他的作品《獵犬：洛夫克拉夫特傑作》獲得艾斯納獎最佳漫畫改編獎提名。
2019年，《瘋狂山脈：洛夫克拉夫特作品集》入選第46屆安古蘭國際漫畫節正式評選，並榮獲日博會漫畫部門獎、達摩最佳插畫獎、達摩最佳書籍設計獎、第13屆ACBD（法國版）亞洲評論家獎。2020年，《超越時空的陰影：洛夫克拉夫特作品集》榮獲第47屆安古蘭國際漫畫節續集獎，同年獲哈維最佳漫畫獎提名。